# Cantone di Bourgoin-Jallieu-Nord
Il Cantone di Bourgoin-Jallieu-Nord era una divisione amministrativa dell'Arrondissement di La Tour-du-Pin.
A seguito della riforma approvata con decreto del 18 febbraio 2014, che ha avuto attuazione dopo le elezioni dipartimentali del 2015, è stato soppresso.

## Composizione
Comprendeva parte della città di Bourgoin-Jallieu e i comuni di:
- Ruy
- Saint-Chef
- Saint-Marcel-Bel-Accueil
- Saint-Savin
- Salagnon